# شهرستان پترولیوم (مونتانا)
شهرستان پترولیوم، مونتانا (به انگلیسی: Petroleum County, Montana) یک سکونتگاه مسکونی در ایالات متحده آمریکا است که در ایالت مونتانا واقع شده‌است.

## خصوصیات
شهرستان پترولیوم ۴٬۳۳۵٫۶۶ کیلومترمربع مساحت دارد.